# トルクァト・ディ・テラ研究所
トルクァト・ディ・テラ研究所(Instituto TORCUATO DI TELLA)とは、アルゼンチン、ブエノスアイレスに存在する研究所である。

## 創成期
エンジニアであった父であったトルクァト・ディ・テラが抱いていたコンセプト「『利益創出体以上の何かとして』の会社」の基、その子息であるギドおよびトルクァトによって1958年に設立された。
トルクァト・ディ・テラ研究所は、「アルゼンチンが位置する南米という視点の中から、科学・文化・芸術の発展に繋がる、より高度な研究を推し進める」事を旨として設立された。

## 発展
10からなるディ・テラ研究所の創出は画期的出来事であり、Marta Minujin y León Ferrari (芸術家), Gerardo Gandini y Les Luthiers (音楽家), Antonio Seguí (画家), Tulio Halperin Donghi y Ezequiel Gallo (歴史家), Héctor Diéguez y Rolf Mantel (経済学者), Clorindo Testa (建築家), Natalio Botana (政治学者) y Juan Carlos Torre (社会学者)を含む、アルゼンチン国内・国外を問わず数多くの研究家や芸術家の飛躍に貢献した。
70年代後半には、様々な事情により多くの研究所はその継続が困難となっていったが、トルクァルト・ディ・テラ研究所は、社会学および経済学研究所を通じ、知的独立性を確保し続けた。

## 教育機関
1991年には、トルクァト・ディ・テラ大学がトルクァト・ディ・テラ研究所を基に建学され、創設者の意思を綿々と引き継ぎ、アルゼンチンの発展に貢献している。

## 芸術作品
トルクァト・ディ・テラ大学や、南米芸術美術館（Museo de Arte Latinoamericano de Buenos Aires、MALBA）等でトルクァト・ディ・テラ研究所が所有する芸術作品を鑑賞できる。